# فرنسيسكو رودريغيز أرايا
فرنسيسكو رودريغيز أرايا (8 فبراير 1995 في سويسرا - ) هو لاعب كرة قدم سويسري في مركز الوسط. شارك مع منتخب سويسرا تحت 19 سنة لكرة القدم ومنتخب سويسرا تحت 20 سنة لكرة القدم ومنتخب سويسرا تحت 21 سنة لكرة القدم. أما مع النوادي، فقد لعب مع أرمينيا بيليفيلد ونادي زيورخ ونادي فولفسبورغ ونادي فينترتور.

## وصلات خارجية
- فرنسيسكو رودريغيز أرايا على موقع قاعدة بيانات كرة القدم.إي يو (الإنجليزية)
- فرنسيسكو رودريغيز أرايا على موقع Soccerway.com (الإنجليزية)
- فرنسيسكو رودريغيز أرايا على موقع عالم كرة القدم.نت (الإنجليزية)
- فرنسيسكو رودريغيز أرايا على موقع AS.com (الإسبانية)